# Berliner Schule (Schach)
Die Berliner Schule oder das Berliner Siebengestirn (auch die Plejaden) war im 19. Jahrhundert eine Gruppe von Berliner Schachmeistern, die das Schachgeschehen in Deutschland wesentlich beeinflusste. Diese „sieben Sterne“ waren
- Ludwig Bledow (1795–1846), Leiter der Berliner Schachgesellschaft, Gründer der Berliner bzw. späteren Deutschen Schachzeitung
- Karl Schorn (1803–1850)
- Bernhard Horwitz (1807–1885)
- Carl Mayet (1810–1868)
- Wilhelm Hanstein (1811–1850), Redakteur der Berliner Schachzeitung ab 1846
- Paul Rudolf von Bilguer (1815–1840), Urheber der Idee zum Handbuch des Schachspiels
- Tassilo von Heydebrand und der Lasa (1818–1899), Hauptautor des Handbuchs

Diese waren Mitglieder der Berliner Schachgesellschaft, des damals führenden deutschen Schachvereins. Die Gruppe traf sich zweimal pro Woche zum Studium der Eröffnungstheorie. Aus diesen Erkenntnissen entstand der berühmte Bilguer, wie das Handbuch nach seinem vorzeitig verstorbenen Autor genannt wurde.
Immer wieder stießen starke Schachspieler zu dem Siebengestirn, um mitzuarbeiten oder von deren Erkenntnissen zu profitieren. Zu diesen Gästen gehörten Adolf Anderssen, Max Lange, Jean Dufresne und Carl Ferdinand Jänisch.

Berliner Schule
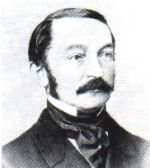
Ludwig Bledow
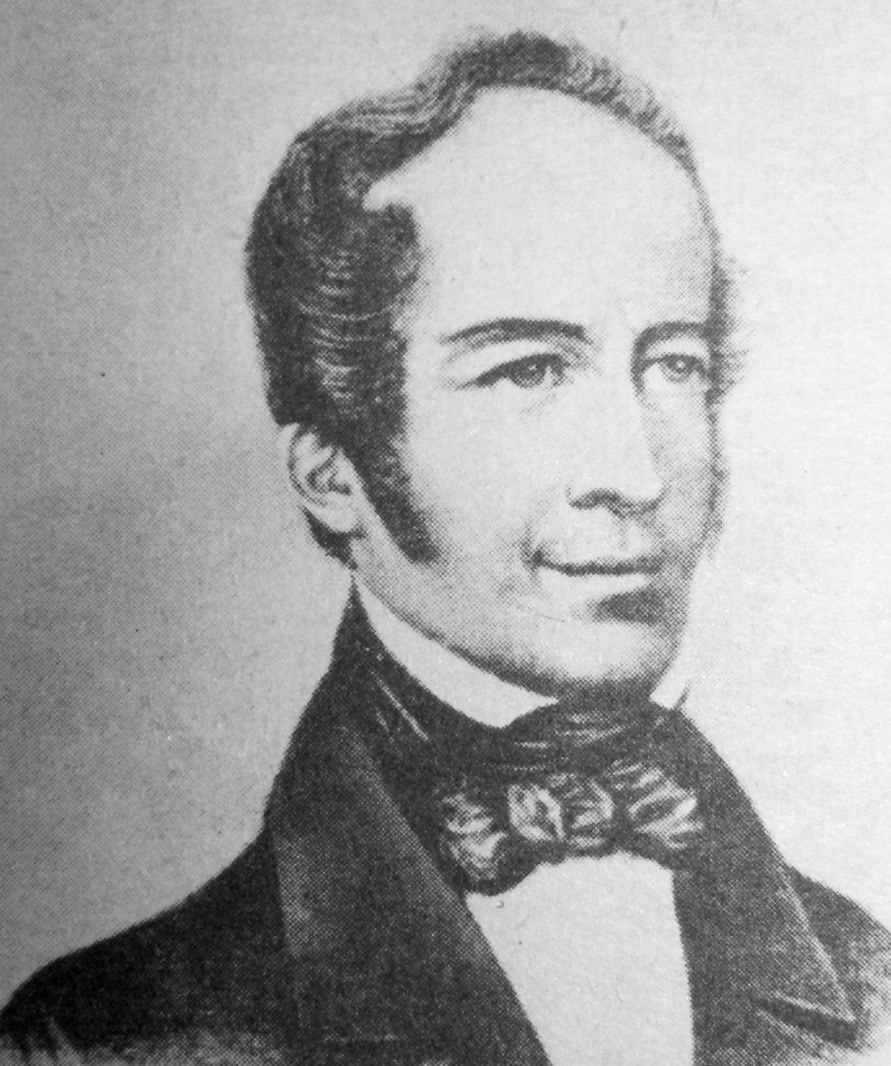
Wilhelm Hanstein
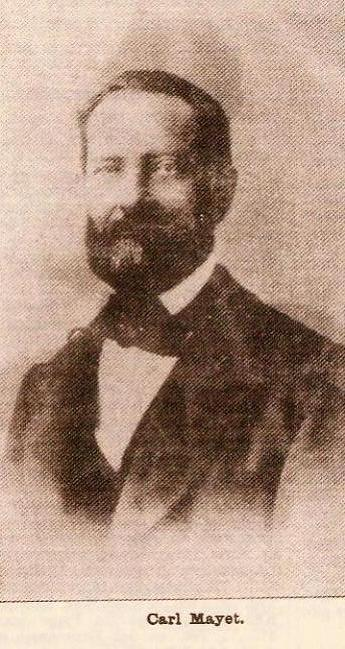
Carl Mayet
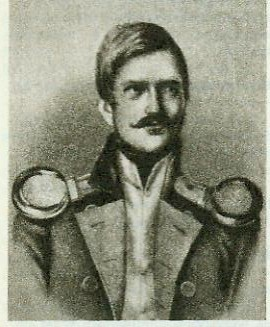
Rudolph von Bilguer
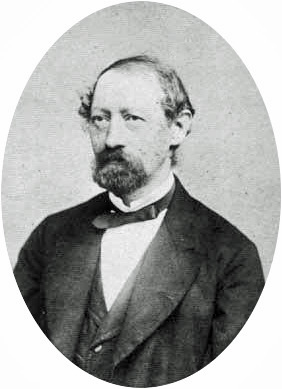
T. von Heyd. u. d. Lasa
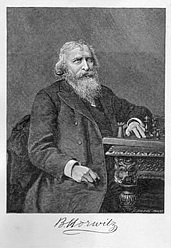
Bernhard Horwitz
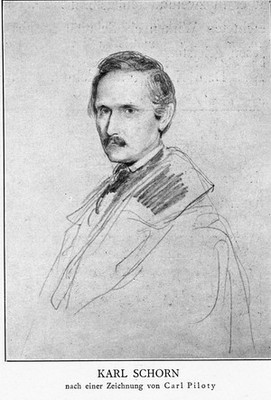
Karl Schorn